# Маягуес
Маягуе́с, або Майягуе́с (ісп. Mayagüez, МФА: [maʝaˈɣwes]) — муніципалітет Пуерто-Рико, острівної території у складі США. Заснований 18 вересня 1760 року. Покровителька — Діва Марія Канделярійська.

## Географія
До складу муніципалітету входить однойменне місто з прилеглими до нього територіями, острови Мона та Моніто, а також частина територіальних вод країни.
Площа суходолу муніципалітету складає 198 км² (5-е місце за цим показником серед 78 муніципалітетів Пуерто-Рико).

## Демографія
Станом на 2010 рік на території муніципалітету мешкало 89 080 ос.
Динаміка чисельності населення
:

## Релігія
- Центр Маягуеської діоцезії Католицької церкви.